# 恒生控股
恒生控股有限公司，簡稱恒生控股（英語：Heng Sheng Holdings Limited，港交所：8181）。區別於恆生銀行、恆生指數有限公司。
1984年，由何應祥（前主席）在香港（總部）成立「港深聯合物業管理有限公司」，1992年，創辦人何應祥弟弟何應財（首席執行官）加入本公司董事，也是現時管理層，2018年6月5 日，改稱為「港深聯合物業管理（控股）有限公司」。
業務為在香港經營管理物業（公屋、私人樓宇、工廈和商廈，包括華明邨、富康花園等）。
股份在2013年10月11日於港交所創業板上市，配售價為0.5港元，配售股份為1億股，集資額為5000萬港元。
2014年11月28日 港深聯合(08181)宣布，Topgrow Holdings Limited 已向 Liu Dan (要約方)出售3億股，佔公司已發行股本75%，代價1.84億元，相當於每股0.6125元。

### 管理層
- 董事：何應財
- 董事：李展程
- 董事：達振標(主席)

## 部門主管
- 分區經理：陸女士
- 分區經理：何老總

## 北區
- 北區粉嶺華明邨
- 北區粉嶺海燕花園

## 沙田區
- 沙田區花園城三期
- 沙田區愉田苑

## 西貢區
- 西貢區將軍澳厚德邨
- 西貢區將軍澳廣明苑
- 西貢區將軍澳富康花園(僑瑋警衛)

## 屯門區
- 屯門凱德花園
- 屯門良景邨
- 屯門田景邨
- 屯門山景邨
- 屯門兆康苑

## 荃灣區
- 荃灣荃威花園

## 葵青區
- 葵青區葵涌和宜合道昌榮路交界金威工業大廈
- 葵青區葵涌和宜合道誼發大廈
- 葵青區葵涌梨木道葵寶大廈
- 葵青區葵涌德士古道尚文苑

## 觀塘區
- 觀塘藍田平田邨
- 九龍灣得寶花園

## 九龍城區
- 九龍城區何文田窩打老道山德威大廈
- 九龍城區土瓜灣偉恆昌新邨恆景閣

## 深水埗區
- 深水埗區長沙灣怡閣苑
- 深水埗區深水埗汝州街温馨閣

## 油尖旺區
- 油尖旺區尖沙咀彌敦道太平洋大廈

## 南區
- 南區赤柱龍德苑

## 東區
- 東區北角皇冠大廈
- 東區小西灣曉翠苑
- 東區柴灣翠灣邨
- 東區北角一帶物業

## 灣仔區
- 灣仔區東半山肇輝臺文華新邨

## 與恒生控股（港深聯合）有關之負面報導
疑於青衣長安邨種死人票事件

2016年9月11日，青衣長安邨業主立案法團召開特別業主大會，動議提早與港深聯合物業管理有限公司及葉氏清潔服務公司續約。新合約每戶每月管理費、保安及清潔費將分別加價約3%及6%。有業主不滿法團未有公開投標便與管理公司續約；更有在場業主踢爆4年前已過身的母親竟然「被簽署」授權書，授權他人在業主大會投票。最終在大批業主反對下，擱置有關動議。 會上有業主情緒激動，試圖衝上台抗議，郤被保安員推倒在地上受傷，法團主席李錦麟隨即報警，傷者需由救護員送院治療。當日不足200人出席業主大會，法團卻有1,813位業主簽署授權書；有業主指保安員上門收集授權書，斥即使出席的業主全數反對提早續約，票數也不及授權票，阻止不到議程通過。管理公司港深聯合被業主追問下，承認授權書無需填上身份證號碼，只需要填上業主姓名及簽名，交回後再由管理公司經核對田土廳紀錄便可。業主立案法團主席李錦麟解釋「死人授權書」一事，表示「點解死人都有授權書我真係唔知」並指若核實清楚會取消該授權書。最終大會在出席業主的反對聲下提出擱置與港深提早續約，舉手投票以73票贊成，13票反對通過，清潔公司則獲暫續約半年。
事後邨民成功推翻舊法團並進行重選；後於2017年5月重新招標，成功撤換管理公司並終止港深聯合於該邨之職務。
遭恒生銀行控告侵權 
恒生銀行（011）入稟高院，控告前稱「港深聯合」的物業管理服務及投資公司恒生控股（8181）公司名稱及商標等侵權。
入稟狀顯示，四名原告包括恒生銀行、恒生指數有限公司等，被告人包括恒生控股有限公司及恒生地產有限公司。
據原告的訴訟請求書，恒生銀行等公司要求法院頒下禁制令，禁止被告人使用其已註冊商標，及使用「恒生」或「HANG SENG」或「HANG SHENG」等令人混淆原告商標的字眼。
原告要求被告更改所有牽涉上述字眼的文件及公司名稱等，並更改或刪除域名為「hengshengholding.com」及「ihendsheng.com」的網站，另要求被告賠償。
恒生控股前稱「港深聯合物業管理（控股）有 限公司」，公司於2018年6月5日發公告，指將更改公司名稱、標誌、股份簡稱及公司網站，當中包括更名為恒生控股、英文股份簡稱由「KONGSHUMUNION」更改為「HENGSHENG HLDGS」等，並於同年6月8日生效。

## 連結
- kongshum.com.hk （页面存档备份，存于）
- hengshengholdings.com